# Dysmicoccus brevipes
Espèce
Dysmicoccus brevipes, appelé communément cochenille farineuse de l'ananas, est une espèce de cochenilles de la famille de Pseudococcidae. Avec Dysmicoccus neobrevipes, elle est l’un des insectes nuisibles les plus importants sur le plan économique pour les ananas.

## Description
L'imago femelle a le corps de forme ovale et de couleur rose pâle. Des fils de cire dépassant latéralement sur le corps sont environ deux fois moins longs que ceux faisant face au dos. Ces derniers atteignent environ la moitié de la longueur du corps. Dans l'ensemble, les femelles ont 17 paires de fils de cire. Les femelles sont très semblables à celles de Dysmicoccus neobrevipes, raison pour laquelle elles furent considérées ensemble comme une espèce constituée de deux races. En 1959, Beardsley voit deux espèces distinctes.
Les mâles adultes mesurent environ 1 millimètre de long. Ils ont huit antennes, ce qui les distingue du genre similaire, qui en a dix. Ils ont des poils qui deviennent un peu plus épais, ce qui les distingue de Dysmicoccus neobrevipes, dont les poils ne sont pas plus gras à la fin.
Les larves constituent le stade de propagation de l'espèce. Elles ont un corps aplati avec de longs poils ce qui leur permet d'être entraînées par le vent.

## Répartition
La cochenille farineuse de l'ananas est pantropique, répartie sur l'ensemble des tropiques. Parfois, on peut également la trouver dans les zones subtropicales. Elle est particulièrement répandue dans les régions de culture de l'ananas telles que les régions tropicales d’Afrique, l’Australie, l’Amérique centrale et du Sud, l’Inde et le Pacifique, comme Hawaï.

## Cycle de vie et reproduction
La cochenille farineuse de l'ananas se propage principalement de manière asexuée (parthénogenèse). Par exemple, il n'y a pas de mâles de l'espèce à Hawaii, c'est pourquoi les animaux ne peuvent s'y reproduire que par parthénogenèse. Dans les endroits où les deux sexes sont présents, l'un et l'autre modes de reproduction ont lieu. Les femelles ne pondent pas d'œufs, mais donnent déjà naissance à des larves vivantes qui se sont déjà développées à l'intérieur de la mère. Au cours des 27 premiers jours, les femelles ne donnent naissance à aucune larve, ensuite elles pondent environ 25 jours en moyenne, soit 234 descendants, le nombre maximum étant d'environ 1 000. Après cela, elles ne vivent plus que cinq jours et meurent. La durée de vie d'une femelle adulte varie entre 31 et 80 jours, avec une moyenne de 56 jours. L'espérance de vie des cochenilles farineuses de l'ananas se situe entre 78 et 111 jours, en moyenne 95 jours. Elles passent par trois stades larvaires, jusqu'à ce qu'elles se transforment en un animal adulte. Les trois stades durent 10 à 26, 6 à 22 et 7 à 24 jours, la durée moyenne est d'environ 34 jours. Les larves ne se nourrissent qu'au premier et au début du deuxième stade. Au départ, elles vivent sous leur mère jusqu'à ce que leur couche de cire protectrice se soit développée.

## Écologie
Les plantes alimentaires de Dysmicoccus brevipes sont avant tout des ananas et autres Bromeliaceae, on en trouve cependant aussi dans de nombreux autres genres végétaux comme les annones, les bananiers, les céleris, les Citrus, les caféiers, les Gossypium, les euphorbes, Gliricidia, Hibiscus, les mûriers, Cyperus, Dendrobium...
Les cochenilles vivent cachées principalement à la base des plantes, comme les racines aériennes, les parties inférieures des axes des pousses et des fruits des ananas. Cela les distingue des Dysmicoccus neobrevipes, qui vivent sur les feuilles, les branches, les fleurs et les fruits des plantes.
L'espèce est un ravageur économiquement significatif sur les plants d'ananas. Les insectes provoquent le flétrissement de l'ananas, ce qui rend les plantes sensibles aux organismes saprophytes ou les fait sécher, peut faire pourrir la base des fruits ou interrompre l'approvisionnement en eau des feuilles intérieures de la plante. Sur les caféiers, l’espèce est un ravageur plutôt insignifiant qui affaiblit les plantes en aspirant leur sève.
Un critère important pour la propagation d’une colonie de cochenilles et les dommages associés est la présence de fourmis, qui non seulement traient le miellat qu'excrètent les animaux, mais défendent également les colonies contre les prédateurs et les parasites.

## Lutte

### Lutte biologique
Les ennemis naturels sont un certain nombre de Chalcidoidea parasites, telles que Aenasius cariocus ou Anagyrus ananatis, ainsi que les Coccinellidae Scymnobius bilucernarius, Scymnus unicatus ou Scymnus pictus et Cecidomyiidae comme Lobodiplosis pseudococci. Cependant, ceux-ci ne peuvent pas empêcher une infestation massive des cochenilles, celles-ci étant généralement protégées par les fourmis. Afin d'éviter une attaque de plantations, les fourmis sont donc principalement combattues.
Un champ déjà affecté par les cochenilles doit être défriché et labouré. Toutes les plantes qui y poussent sont brûlées auparavant.

## Source de la traduction
- (de) Cet article est partiellement ou en totalité issu de l’article de Wikipédia en allemand intitulé « Ananasschmierlaus » (voir la liste des auteurs).